# Faltcontainer
Ein Faltcontainer ist ein Transport- oder Lagerbehälter, der durch Zusammenklappen oder Zusammenlegen im leeren Zustand erheblich volumenreduziert werden kann. Die Vorteile liegen dabei aufgrund des geringeren Platzbedarfes in den reduzierten Lager- und Transportkosten zumindest der leeren Behälter. Die Größen reichen dabei von wenigen Zentimetern bis hin zum 45 ft High-Cube ISO-Container. Solch große Faltcontainer werden teilweise auch als Aufenthaltsräume oder für mobile Ausstellungen genutzt.
Die für Faltcontainer verwendeten Materialien sind Stahl, Aluminium als profilierte Bleche sowie Holzwerkstoffe und Textilgewebe. Die angebotenen Systeme reichen dabei von einfachem Zusammenstecken über teilweise patentierte, ziehharmonikaartige Klappsysteme bis hin zu faltbaren textilen Lösungen, den sogenannten Bigbags.